# 外推
在数学中，外推（英語：extrapolation，又稱外插）是指从已知数据的孤点集合中构建新的数据的方法。与内插类似，但其所得的结果意义更小，而且更加受不确定性影响。
在市场学中，这种方法被用来预测未来产业走向。

## 外推算法

### 线性外推
线性外推在已知数据末端创建一条切线，并将其延伸。仅当用于延展近似线性的函数或延展区域离已有数据不远时，线性外推才是有效的。
如果使用离{\displaystyle x_{*}}点最近的两个数据点{\displaystyle (x_{k-1},y_{k-1})}和{\displaystyle (x_{k},y_{k})}插值，线性外推的公式为：
{\displaystyle y(x_{*})=y_{k-1}+{\frac {x_{*}-x_{k-1}}{x_{k}-x_{k-1}}}(y_{k}-y_{k-1}).}
此公式与线性内插是一样的。只是线性内插时，{\displaystyle x_{k-1}<x_{*}<x_{k}}；线性外推时，{\displaystyle x_{*}<x_{k-1}}或{\displaystyle x_{k}<x_{*}}。线性外推可能使用超过两个点，使用类似回归的技术，对选择包括的数据点进行线性插值的斜率平均化。这类似于线性预测。

### 多项式外推

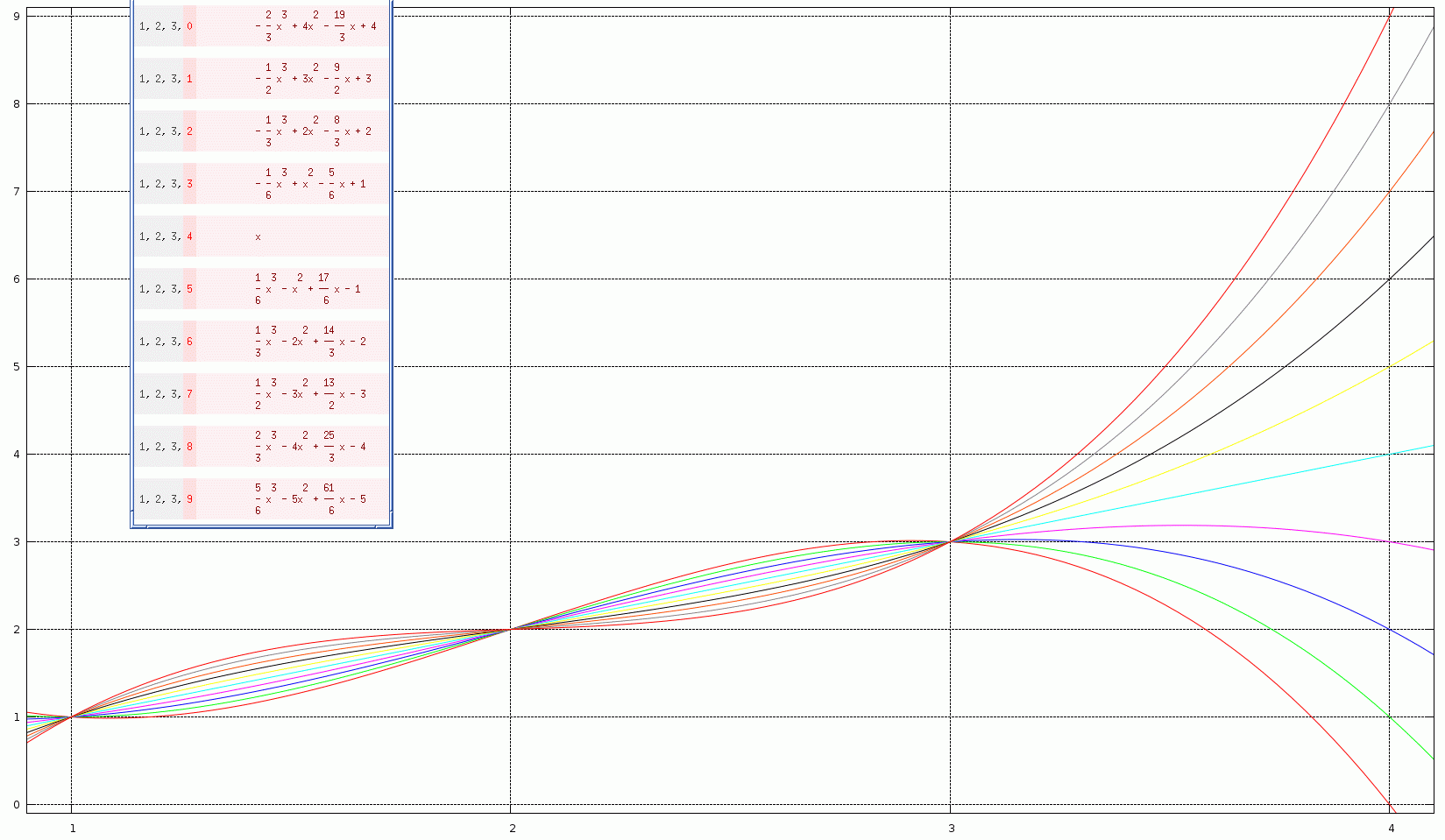
拉格朗日外推

构建贯穿所有已知数据或只在终点附近的多项式曲线（两点为线性外推（Linear extrapolation），三点为二次外推（Quadratic extrapolation）），构建的曲线可以延展到所有已知数据外。多项式外推通常使用拉格朗日内插法（Lagrange interpolation）或牛顿有限差分法（Newton's method of finite differences）实现，产生的多项式可以用于外推数据。
高阶的多项式外推必须谨慎使用，例如对于右图的数据，任何高于一阶（线性）的外推方法都可能产生不可用的值。外推值的误差会随着多项式的阶而增长，这与Runge现象有关。

### 锥形外推
构建贯穿所有已知数据末尾附近的五个点以创造圆锥曲线；如果创建的圆锥曲线为椭圆或圆，则在外推过程中，该曲线将会回环并重新链接自身。然而，若外推抛物线或双曲线，曲线并不会重新链接自身，但可能会相对于x轴向后弯曲，而此类外推可用圆锥曲线模板或计算机来完成。

### 云形外推
云形外推适用于任何具有指数趋势，但具有加速或减速因素的分布。自 1987 年，该方法已成功用于英国艾滋病毒或艾滋病以及多年来英国变异型克雅氏病的增长预测。而外推法也可以产生与更复杂的预测策略相同质量的预测结果。

### 几何外推（带有误差预测）
几何外推由序列的 3 个点和“时刻”或“索引”创建，这种类型的外推法在大部分已知序列数据库 (OEIS) 中的预测准确度为 100%。
下列为使用几何外推的例子：
{\displaystyle {\text{sequence}}=[1,2,3,5]}
{\displaystyle {f_{1}(x,y)={\frac {x}{y}}}}
{\displaystyle d_{1}=f_{1}(3,2)}
{\displaystyle {d_{2}=f_{1}(5,3)}}
{\displaystyle m={\text{sequence}}(5)}
{\displaystyle n={\text{sequence}}(3)}
{\displaystyle {\text{f}}(m,n,d_{1},d_{2})={\text{round}}\left((n\cdot d_{1}-m)+(m\cdot d_{2})\right)}
{\displaystyle {\text{round}}\left((3\times 1.66)-5\right)+(5\times 1.6)=8}